# 巴伐利亞的卡爾·特奧多爾 (1839-1909)
巴伐利亞的卡爾·特奧多爾（德語：Carl Theodor in Bayern，1839年8月9日—1909年11月30日），巴伐利亚公爵，奥地利皇后伊丽莎白之长弟。

## 家庭
1865年，巴伐利亞的卡爾·特奧多爾與表妹薩克森的索菲結婚，兩人的獨女巴伐利亞的阿瑪莉埃於同年出生。
薩克森的索菲於1867年過世。1874年，巴伐利亞的卡爾·特奧多爾與布拉干薩的瑪麗亞·荷塞結婚，兩人共有2子3女：
1. 巴伐利亞的索菲·阿德海德（英语：Duchess Sophie Adelheid in Bavaria）（1875年—1957年）
2. 巴伐利亞的伊莉莎白（1876年—1965年）
3. 巴伐利亞的瑪麗·加布里埃爾（英语：Duchess Marie Gabrielle in Bavaria）（1878年—1912年）
4. 巴伐利亞的路德維希·威廉（1884年—1968年）
5. 巴伐利亞的法蘭茲·約瑟夫（英语：Duke Franz Joseph in Bavaria）（1888年—1912年）